# RAB9B
RAB9B (англ. RAB9B, member RAS oncogene family) – білок, який кодується однойменним геном, розташованим у людей на довгому плечі X-хромосоми. Довжина поліпептидного ланцюга білка становить 201 амінокислот, а молекулярна маса — 22 719.
| 10         |  | 20         |  | 30         |  | 40         |  | 50         |
| ---------- |  | ---------- |  | ---------- |  | ---------- |  | ---------- |
| MSGKSLLLKV |  | ILLGDGGVGK |  | SSLMNRYVTN |  | KFDSQAFHTI |  | GVEFLNRDLE |
| VDGRFVTLQI |  | WDTAGQERFK |  | SLRTPFYRGA |  | DCCLLTFSVD |  | DRQSFENLGN |
| WQKEFIYYAD |  | VKDPEHFPFV |  | VLGNKVDKED |  | RQVTTEEAQT |  | WCMENGDYPY |
| LETSAKDDTN |  | VTVAFEEAVR |  | QVLAVEEQLE |  | HCMLGHTIDL |  | NSGSKAGSSC |
| C          |  |            |  |            |  |            |  |            |

A: Аланін

C: Цистеїн

D: Аспарагінова кислота

E: Глутамінова кислота

F: Фенілаланін

G: Гліцин

H: Гістидин

I: Ізолейцин

K: Лізин

L: Лейцин

M: Метіонін

N: Аспарагін

P: Пролін

Q: Глутамін

R: Аргінін

S: Серин

T: Треонін

V: Валін

W: Триптофан

Кодований геном білок за функціями належить до фосфопротеїнів, ліпопротеїнів. 
Задіяний у таких біологічних процесах, як транспорт, транспорт білків. 
Білок має сайт для зв'язування з нуклеотидами, ГТФ. 
Локалізований у клітинній мембрані, мембрані, цитоплазматичних везикулах.